# Le Sépey
Le Sépey är huvudorten i kommunen Ormont-Dessous i kantonen Vaud, Schweiz. 